# دوغ بيل
دوغ بيل (بالإنجليزية: Doug Bell)‏ هو صحفي أمريكي، ولد في 1961.